# Luzsin-védelem
A Luzsin-védelem Vladimir Nabokov V. Szirin álnévvel, 1930-ban orosz nyelven a Szovremennije Zapiszki című emigráns folyóiratban megjelent regénye. Nabokov 1929-ben kezdett bele a regény írásába Le Boulouban, a Keleti-Pireneusokban és még ugyanebben az évben Berlinben fejezte be művét. Eredeti címe: Защита Лужина (Zascsita Luzsina), a Szlovo emigráns könyvkiadó adta ki Berlinben, 1930-ban. Az angol nyelvű kiadás 35 év múlva jelent meg, The Defense címmel. Fordításban Michael Scammell segítette a szerzőt.

## Rövid tartalma
A könyv egy magányos sakkzseni egyre fokozódó őrületéről szól. Fokozatosan az a rögeszme keríti hatalmába, hogy egy világméretű sakkjátszmába keveredett, minden félmozdulatban, elejtett szóban fondorlatot, ellene irányuló lépést lát. Ebből a regényből érthetjük meg igazán, miért nevezte Nabokov magát "kiegyensúlyozott őrült elmének": annyira hitelesen ábrázolja a megőrülés folyamatát, annyira belülről, hogy néha az olvasó is azt hiszi, meginog vele a világ. Fölényes biztonsággal mozog az emlékek, sakklépések, kényszerképzetek forgatagában. Még arra is marad ereje, hogy énje bölcs iróniával szemlélje esetlen hősét és a Luzsin-védelem bukását, tragikus végjátékát.

## Szereplők
- Id. Luzsin: a főszereplő édesapja. Író, aki kamaszoknak ír regényeket. Műveiben mindig ott szerepel egy kisfiú, aki különleges tehetséggel bír például hegedűművész lesz. A saját fia szolgál neki mintául regényeiben. Nagyon sokat gondolkozik azon, hogy fia zseni-e vagy sem és miben fog megnyilvánulni kis Luzsin zsenialitása.
- Luzsin anyja: neki sem adott Nabokov nevet, csak annyit tudunk róla, hogy ő Luzsin anyja és aggódik csendes gyermekéért.
- Ifj. Luzsin: főszereplő. A csendes kisfiú rátalál a sakkra. Attól kezdve megváltozik az élete. Minden erejével csak a játékra koncentrál. A külvilággal nem is foglalkozik. Valentyinov felkarolja és egyengeti sakkozói pályafutását. Bejárja Európát, sakkversenyeken nagyon jó eredményekkel szerepel, de Turati legyőzi. Ezt követően a híres Turati- nyitás ellenszerét dolgozza ki. Éjjel-nappal csak a sakkal foglalkozik, készül a berlini visszavágóra. Sikeresen legyőzi az ellenfeleit és a döntő harcot ismét Turatival vívja. Azonban az idegi kimerültségtől, a kevés alvástól, a szellemi kimerültségtől rosszul lesz és kórházba kerül. Ezt követően a már a gyógyfürdőben megismert nő, -aki már a felesége volt- minden sakkra emlékeztető tárgyat, embereket, újságok sakkfeladványait igyekszik távol tartani Luzsintól. Ez nem tart sokáig, Luzsin nem tud beilleszkedni a való világba, mindig hiányol valamit. Mivel az emberek minden tettét, -lépését-, önmaga ellen irányuló lépésnek tekinti, azon gondolkodik, mi lehet az a meglepetésszerű döntés, -lépés-, amivel megakadályozhatja a támadást. Kidolgozza a védelmet (ez lesz a Luzsin-féle védelem), az öngyilkosságot. A fürdőszoba ajtaját magára zárja és kiugrik az ablakon.
- Valentyinov: a kis Luzsin segítője, ő szervezi az utat az Európa különböző országaiban megrendezett sakkversenyekre.
- Ifj. Luzsin felesége: Luzsinának nevezi Nabokov, nem ad neki rendes nevet. Élénk, csupaszín nő, Luzsin mellett élénksége -színei- árnyaltabbá válnak, szürkülnek.
- Turati: a főszereplő nagy sakkellenfele, Luzsin az első vereség után a híres Turati-nyitás ellen próbál kidolgozni lépéseket. A második összecsapáson Turati mégsem ezt az ismert lépést alkalmazza.

## Cselekménye
|  | Alább a cselekmény részletei következnek! |

1. fejezet
Id. Luzsin fiát mostantól Luzsinnak fogja szólítani. Ősszel a kis Luzsin és családja vidékről Pétervárra utazik. A fiú nevelőnőjével mindig meghatározott irányban sétálnak Pétervár utcáin, mert a nevelőnő nem szerette a Petropavlovszki erőd déli harangszóját.
2 fejezet.
Az idősebb Luzsint [írót] gyakran foglalkoztatta az a kérdés, hogy mi lesz a fiából. Könyvei kamaszoknak íródtak, melyekben fel-feltűnik egy tehetséges fiúcska, aki hegedűművész vagy festő lesz. Az idősebb Luzsin érezte, hogy fia nem egy tucatember. A kis Luzsin iskolaigazgatójának meglátogatásakor kiderül, hogy fiának valóban jó képességei vannak, de 'megfigyelhető egyfajta kedvetlenség' is a gyermeken, aki a szünetekben csak ül a fahasábokon és nem szaladgál a többiekkel. A fiút gúnyolják író apja miatt, akinek egy művét az igazgató írta fel a táblára. Apja könyvében Antosa a főszereplő, a kis Luzsint egy ideig így csúfolták osztálytársai. A fiú otthon is furcsán viselkedik, nem beszél. 'Beteg ez a gyerek'-gondolja az anyja. Luzsin szülinapjára a szülők meghívják pár osztálytársát és néhány rokon gyermekét. A meglepetés a bűvész volt. Hatására Luzsint érdekelni kezdte a bűvészet.
3. fejezet
"Áprilisban a húsvéti szünetben jött el az a nap, amikor kihunyt az egész világ, mintha elfordítottak volna egy kapcsolót és a homályban csak egyetlen dolog világított fényesen, az újszülött csoda, egy ragyogó kis sziget, melyre egész életét összpontosítani ítéltetett." Idősebb Luzsin estélyt tartott. Ekkor találta meg a kis Luzsin a sakkot apja dolgozószobájában. Másnap a fiú megkéri a nagynénit, hogy tanítsa meg őt sakkozni. A nagynéni megmutatja a lépéseket Luzsinnak. A fiú már az iskolában is a sakkra gondol, osztálytársait figyeli, hogy sakkoznak. Harmadnap pedig már nem is megy iskolába, hanem a nagynénikéjéhez siet sakkozni.
4. fejezet
Ezt követően a fiú egyre gyakrabban megy iskola helyett a nénikéjéhez, ahol a néni idős férfi vendégével sakkozik, aki lényegesen jobb játékos, mint a rokona. Ezt követően a fiú nagyapja partitúráit böngészte: sakkfeladványok után kutatott. Sakktábla nélkül játszott, csak a szeme követte a "sakkjeleket, mint zenész a kottát". A nyár azzal telt, hogy végigböngészte nagyapja újságjait. Az apa játszani akar fiával. Közösen keresték meg a sakktáblát és a figurákat a padláson. Apát sakkozás közben annyira elképesztette fia sakk iránti szenvedélye, "olyan váratlannak és ugyanakkor sorsszerűnek, elkerülhetetlennek tűnt...nemcsak egyszerűen szórakozik a sakkal, hanem szertartást celebrál". Az apa kíváncsi volt a doktor véleményére is, aki jobban sakkozott, mint ő és a kis Luzsin vele sakkozott. A doktor ettől kezdve minden nap látogatója volt a Luzsin családnak. Sakk-kézikönyvet hozott a fiúnak, mesélt a versenyekről, mesterekről.
5. fejezet
Idősebb Luzsin emigráns író volt, kamaszoknak írt regényeket. Műveinek főszereplője egy fiú, aki különleges tehetségével kiemelkedik a többi gyerek közül, hegedűművész lesz. A kis Luzsin apja sokat gondolkodott főhősének -fiának- jövőjén: "fiatalon fog meghalni...nem akarom, hogy ilyen mogorva legyen öregkorában, mint az egyik ismerősöm". "Halála elkerülhetetlen lesz és megrázó." Az egyik emigráns újságban hamarosan megjelent egy cikk az íróról, hogy legújabb elbeszélésén dolgozik. Az egyik írói összejövetel után esőben kellett hazamennie. Megfázott és magányosan, egyedül halt meg.
Valentyinov karolta a tehetséges kisfiút, külföldi versenyekre vitte, fizette az utat és az egyéb költségeket. A fiú pedig sora győzte le a sakk nagy bajnokait, bejárta Európát.
6. fejezet
A gyógyfürdőben a már felnőtt Luzsin egy nővel beszélgetett épp abban az időben, amikor apja már egy hónapja halott volt. A nő csak az ebédlőben tudta meg egy férfitól, hogy az az ember, akivel ő korábban beszélgetett, hogy nem más, mint Luzsin a híres sakkozó, aki a két hónap múlva tartandó versenyre készül. Ha sikeres lesz, a világbajnokkal versenyezhet. Luzsin érkezését követő harmadik napon ismerkedett meg a nő. Bár nem a megszokott formában: nem a nő hagyta el a zsebkendőjét, hanem Luzsin ejtett ki apró tárgyakat a lyukas zsebéből és a nő vitte utána. A következő napon már Luzsin ment oda a nőhöz.Megtudjuk, hogy Valentyinov csak úgy kezelte a kis Luzsint, mit cirkuszi szörnyet szokás. Lelkével semmit sem törődött. A csodagyerek pedig mit sem tudott az életről, csak a sakkhoz értett. Rómában azonban Turati legyőzte. Apjának halála sem mozdította ki a sakk világából Luzsint, aki a gyógyfürdőben a Turati elleni küzdelemre készült. Nap mint nap kint a kertben egy padon újságot olvasgatva várta Luzsin a nőt. Egy nap azonban a férfi nem volt ott. Berlinbe akart utazni, de az állomásról visszafordult és visszament a nőhöz.
7. fejezet
A nő anyja sokat gondolkodik azon, milyen ember lehet Luzsin: vagy nem fogadja el, hogy a férfi egy sakkzseni és úgy érzi, hogy ez a munka csak egy álca egy másik titkos munkájának, igazi énjének, vagy az nem hagyja nyugodni, hogy lánya egy ilyen szerencsétlen kis senkihez, egy "sakkzsenihez" akar hozzámenni. Aggódik lánya sorsáért, boldogságáért.
8. fejezet
Luzsin meglátogatta menyasszonyát. a ház, ahol a nő él visszaidézte Luzsinban az emlékeit, az orosz házak jellegzetességét: "Több, mint tíz éve nem volt orosz házban, és most, hogy olyan helyre került, ahol mint valami kiállításon, szeme elé tárult az egész tarkabarka virágos Oroszország, gyermekes öröm fogta el, kedve lett volna tapsolni - soha életében nem érezte magát ilyen felszabadultan és otthonosan." Szóba kerül a sakkverseny és a játszmák, Luzsin végeérhetetlen szóáradatba kezd a lépések betű-szám kombinációival. A nő még korántsem döntötte el, hogy Luzsin menyasszonya lesz-e: "Mit csináljak én magával, hogyan éljek én magával..."
9. fejezet
Luzsin rosszul lett a kimerültségtől és idegeskedéstől. Részeg emberek találtak rá, akik elviszik a nőhöz, leendő feleségéhez. Luzsint kórházba szállították ahol az orvos pihenést rendel el a beteg idegeire való tekintettel. Az újságokban megjelent egy közlemény, hogy a döntő játszma félbemaradt, mert Luzsin idegrendszere felmondta a szolgálatot.
10. fejezet
A kórházi ellátást a nő apja fizette. A pszichiáter szigorú pihenést javasolt a lábadozó Luzsinnak. Ajánlatosnak tartotta elkerülni a sakkról való beszélgetést. A pszichiáter hatására Luzsin sokat gondol gyermekkorára. A nő szülei reménykednek, hogy Luzsin végre másképp fog viselkedni, de az anya szerint lánya nem szereti ezt a férfit.
11. fejezet
Luzsin és a nő az esküvőjükre készülnek. A házasságkötés először a hivatalban, majd a templomban történt szűk családi körben. Ezt követően a friss házasok hazamentek a szépen berendezett lakásukba, amiben a nő minden sakkra emlékeztető tárgyat eltüntetett.
12. fejezet
Házasságuk első napjaiban Luzsin figyelmét a nászút helyszínének kiválasztása kötötte le. Elment apósa munkahelyére, aki munkahelyet is biztosított a férfinak. Télen pedig az írógépen pötyögött le mondatokat újságokból, könyvekből, saját kútfőből. A pár hivatalos volt egy jótékonysági bálra, ahol Luzsin teljesen idegennek érezte magát. Luzsinban baljós sejtelem lett úrrá a volt osztálytársával való találkozás hatására. A nászútra tavasszal került sor. Berlinbe utaztak. Luzsina félt, hogy férjét, Luzsint a hely sakkozói múltjára emlékezteti majd, de félelme alaptalan volt.
13. fejezet
Luzsint ezt követően az foglalkoztatta mi ez a baljós sejtelem. Megjátszotta, hogy egyre jobban van. Kedveskedett Lusinának, de közben egyre csak kattogott az agya.
14. fejezet
Luzsinát aggasztotta, hogy Luzsint semmi sem érdekli igazán és észre vette, hogy a férfi titkol előle valamit. Éppen ezért le akart a kötni a férje figyelmét: újságokat vásárolt és egymásnak olvastak fel belőle. A sakkrejtvényt nem tudta eltüntetni belőle: Luzsin megjegyezte és titokban, magában megfejtette. Luzsint egyáltalán nem érdekelte az olvasás, csak az foglalkoztatta, hogy milyen bonyolult ravasz játékba csöppent bele. Elhatározta, élete minden percét figyelni fogja, hiszen minden mögött fondorlat rejtőzhet. Luzsin találkozott Valentyinovval. Miután hazaért furcsán viselkedett. Egyszer csak bezárkózott a fürdőszobába és nagy nehezen kiugrott az ablakon megtalálva ezzel a világ támadására válaszát: a Luzsin védelmet.
|  | Itt a vége a cselekmény részletezésének! |

## Feldolgozása filmen
A Végzetes végjáték címmel 2000-ben vitték a filmvászonra, rendezte Marleen Gorris, a főszerepet John Turturro játszotta.
A film összes jelenetét Európában forgatták. A külső felvételek helyszínéül Magyarország fővárosa, Budapest, ezen belül is a Lánchíd, a Magyar Nemzeti Múzeum és a Hősök tere szolgált, mint Szentpétervár. Bár a sakkverseny Olaszországban játszódik, a budapesti Néprajzi Múzeum nagytermében készültek a felvételek. Olaszországban, a lombardiai Bergamóban és a Comói-tónál kerültek felvételre a szállodajelenetek.

## Magyarul
- Végzetes végjáték. Regény; ford. Horváth Sz. István; Európa, Bp., 1990 (Európa zsebkönyvek)
- A Luzsin-védelem; ford. Horváth Sz. István; Európa, Bp., 2008